# 蘇尼 (種姓)
蘇尼，是印度古吉拉特邦金匠種姓，但印度各地也有分布。他們也有成員在英國印度僑民社區。

## 目前情況
蘇尼多數是金匠，但也從事其他珠寶首飾手作。他們有兩個次種姓，與其他種姓一樣實行內婚制。
他們多數說古吉拉特語和信德語，信仰印度教毗濕奴派。